# Araucoxenia
Araucoxenia is een geslacht van steltmuggen (Limoniidae). Het geslacht telt één soort en komt voor in Chili.

## Soorten
- Araucoxenia paradoxa